# Punks (film)
Punks è un film statunitense del 2000 diretto e sceneggiato da Patrik-Ian Polk.
L'opera ha avuto una distribuzione limitata nelle sale cinematografiche a partire dal 25 gennaio del 2000.

## Trama
Il film segue le prove e le tribolazioni di un gruppo di drag queen composto da afroamericani gay.

## Accoglienza

### Incassi
Il film ha incassato complessivamente 160.083 dollari americani.

### Critica
Sull'aggregatore di recensioni Rotten Tomatos il film ha ottenuto il 50% di recensioni positive con un voto medio di 5.1/10. Su Metacritic il film ha ottenuto un voto di 55/100 basato su 10 critici.

## Riconoscimenti
- Black Reel Awards
  - Vinto - Miglior attore (Rockmond Dunbar)
- Cleveland International Film Festival
  - Vinto - Miglior film indipendente americano
- GLAAD Media Awards
  - Candidatura - Miglior film della piccola distribuzione
- Independent Spirit Awards
  - Candidatura - John Cassavetes Award (Patrik-Ian Polk, Tracey Edmonds e Michael McQuarn)
- L.A. Outfest
  - Vinto - Miglior talento emergente (Patrik-Ian Polk)

## Cultura di massa
I temi del film sono stati successivamente utilizzati per la serie televisiva via cavo del 2005 Noah's Arc (ideata dallo stesso Patrik-Ian Polk).